# Tipula (Papuatipula) pedicioides
Tipula (Papuatipula) pedicioides is een tweevleugelige uit de familie langpootmuggen (Tipulidae). De soort komt voor in het Australaziatisch gebied.